# Haematopota stonei
Haematopota stonei är en tvåvingeart som beskrevs av Thompson 1977. Haematopota stonei ingår i släktet Haematopota och familjen bromsar.
Artens utbredningsområde är Nepal. Inga underarter finns listade i Catalogue of Life.